# Metodo del biureto

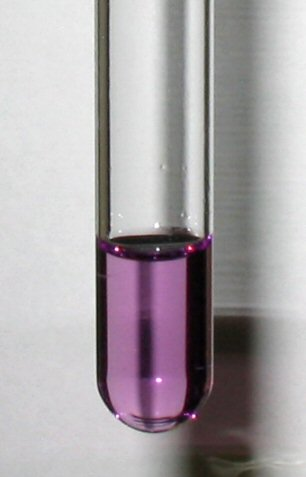
Caratteristico colore violetto indicativo della presenza di polipeptidi

Il metodo del biureto è un metodo di determinazione delle sieroproteine di tipo chimico.
Il biureto è un'ammide che si ottiene con la condensazione di due molecole di urea con l'eliminazione di una molecola di NH3. Se il biureto viene posto in una soluzione alcalina contenente ioni rameici si ha la formazione di un complesso, di composizione non perfettamente conosciuta, di colore violetto: reazione indicata come reazione del biureto. Questa reazione non è specifica del biureto, ma gli ioni rameici in ambiente alcalino reagiscono con qualsiasi composto contenente due o più gruppi CONH2, CH2NH2 o CSNH2. La reazione quindi è negativa con gli amminoacidi e con i dipeptidi mentre è positiva con i polipeptidi, partendo dai tripeptidi e con le proteine, visto che sono presenti più gruppi CONH2. L'intensità del colore sviluppato è proporzionale al numero di legami peptidici interessati nella reazione ed è quindi utilizzabile come metodo particolarmente rapido e semplice, per la determinazione qualitativa delle sieroproteine e delle proteine in generale.

## Storia del reattivo
Sono numerose le soluzioni che sono state proposte per il reattivo del biureto. Nel 1942 Kingsley propose un reattivo unico, particolarmente adatto a scopo clinico, nel quale il sale di rame era presente in bassa concentrazione in soluzione basica. Il reattivo aveva come svantaggio una limitata stabilità per la facile precipitazione dei sali rameici come Cu(OH)2, idrossido rameico. Per stabilizzare il sale Weichselbaum, nel 1950, ha proposto un nuovo reattivo con tartrato di potassio, stabilizzante, e ioduro di potassio (KI) così che s'impedisse la precipitazione.

## Principio
Le proteine in ambiente basico e in presenza di ioni: Cu2+ formano un complesso colorato violetto che si misura, con un colorimetro o, meglio, con uno spettrofotometro, a 520-550 nm.

## Metodo del biureto secondo Weichselbaum

### Reattivi
1. Reattivo concentrato:
  - Preparare una soluzione titolata di NaOH 0,2 mol/l (equivalente a 8 g/l) in acqua distillata priva di CO2.
  - In un pallone si sciolgono 45 g di sale di Seignette (tartrato sodico potassico) in 200 ml di NaOH 0,2 mol/l.
  - Si aggiungono 15 g di solfato di rame(II) pentaidrato (CuSO4 · 5H2O).
  - Dopo la dissoluzione si aggiungono 5 g di ioduro di potassio e si porta a volume con NaOH 0,2 mol/l.
  - Il reattivo così preparato è stabile per 2-3 mesi a temperatura ambiente.
2. Reattivo diluito:
  - Diluire il reattivo concentrato in proporzione 1:3 con acqua distillata immediatamente prima dell'utilizzo.
3. Siero di controllo a contenuto noto di proteine.

### Procedimento
- Bianco: 5 ml del reattivo diluito;
- Siero di controllo: 5 ml del reattivo diluito + 0,1 ml del siero di controllo;
- Campione: 5 ml del reattivo diluito + 0,1 ml del siero campione.

Lasciare 30 minuti al riparo della luce.
Misurare l'assorbanza del campione e del siero di controllo a 520-550 nm azzerando con il bianco.

### Risultato
Pcampione = (Acampione / Asiero di controllo) * Psiero di controllo
- A = valore dell'assorbanza misurata
- P = concentrazione delle proteine (solitamente espressa in g/dl)